# Масаль (коммуна)
Маса́ль (фр. Massals, окс. Maçals) — коммуна во Франции, находится в регионе Юг — Пиренеи. Департамент — Тарн. Входит в состав кантона От-Даду. Округ коммуны — Альби.
Код INSEE коммуны — 81161.

## География

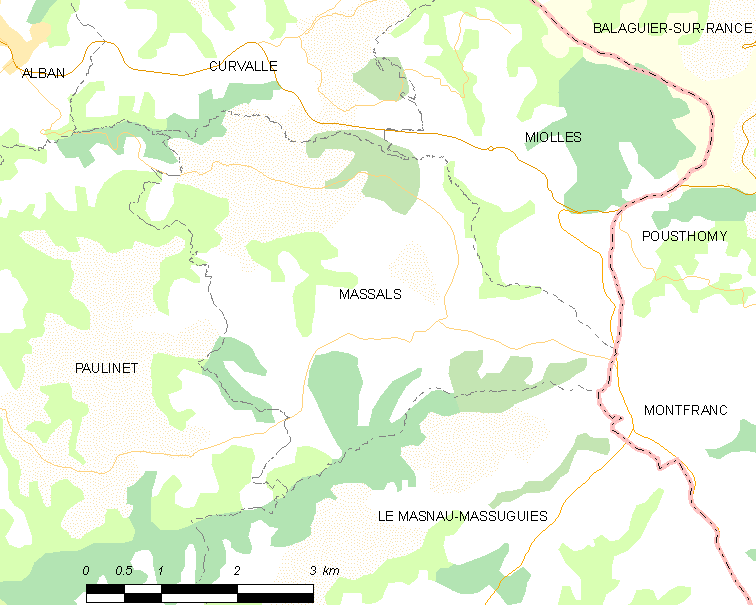
Карта коммуны

Коммуна расположена приблизительно в 560 км к югу от Парижа, в 95 км восточнее Тулузы, в 32 км к востоку от Альби.

## Климат
Климат умеренно-океанический. Зима мягкая и дождливая, лето жаркое с частыми грозами. Ветры довольно редки.

## Население
Население коммуны на 2010 год составляло 113 человек.
| 1962 | 1968 | 1975 | 1982 | 1990 | 1999 | 2010 |
| ---- | ---- | ---- | ---- | ---- | ---- | ---- |
| 307  | 343  | 258  | 186  | 161  | 154  | 113  |

## Экономика
В 2007 году среди 78 человек в трудоспособном возрасте (15—64 лет) 58 были экономически активными, 20 — неактивными (показатель активности — 74,4 %, в 1999 году было 67,4 %). Из 58 активных работали 52 человека (28 мужчин и 24 женщины), безработных было 6 (2 мужчин и 4 женщины). Среди 20 неактивных 9 человек были учениками или студентами, 4 — пенсионерами, 7 были неактивными по другим причинам.